# Românești (Iași)
Românești   è un comune della Romania di 1 852 abitanti, ubicato nel distretto di Iași, nella regione storica della Moldavia.
Il comune è formato dall'unione di 3 villaggi: Avântu, Românești, Ursoaia.